# 2017-es manchesteri terrortámadás
A 2017-es manchesteri terrortámadás május 22-én este fél 11 környékén történt, amikor egy öngyilkos merénylő felrobbantotta magát Ariana Grande énekesnő telt házas koncertjén, a Manchester Aréna egyik kijáratánál. A robbantásban 22-en meghaltak és 59-en megsebesültek, többségében tinédzserek. A merénylet másnapján, május 23-án az országban a legmagasabb, kritikus szintű terrorkészültséget léptették életbe. Az énekesnő nem sebesült meg, de lemondta turnéjának további állomásait. A merényletért az Iszlám Állam terrorszervezet vállalta a felelősséget.

## A feltételezett elkövető
A feltételezett elkövető, Salman Abedi líbiai származásúː apja Ramadán Abedi (sz. 1965) a hírek szerint a líbiai különleges erőknél szolgált, majd 1991-ben Angliában kapott menedékjogot, 1994-ben pedig Manchesterbe költözött, ahol a helyi muzulmán közösség egyik hitszónoka lett. Az angol hatóságok véleménye szerint Salman nem egyedül követte el a merényletet, hanem segítői voltak. Nagy-Britanniában eddig nyolc személyt vettek őrizetbe a robbantással összefüggésben, köztük Abedi öccsét. Abedi apját és bátyját a líbiai hatóságok fogták el Tripoliban.
Az angol hatóságok úgy tudják, hogy az elkövető a terrortámadást megelőző hónapokban megfordult Líbiában, valószínűleg Szíriában, és halála előtt pár héttel Németországban.